# Пелюпесси, Джоуи
Джоуи Матейс Пелюпесси (нидерл. Joey Mathijs Pelupessy; род. 15 мая 1993, Алмело, Оверэйссел) — нидерландский и индонезийский футболист, опорный полузащитник бельгийского клуба «Ломмел» и сборной Индонезии.

## Клубная карьера
Пелюпесси — воспитанник клубов СВВН и «Твенте». 23 февраля 2013 года в матче против «Херенвена» он дебютировал в Эредивизи в составе последних. Большую часть сезона игрок провёл играя за дублирующий состав в Эрстедивизи. Летом 2014 года Пелюпесси перешёл в «Хераклес». 17 августа в матче против «Гронингена» он дебютировал за новый клуб. 4 октября в поединке против НАК Бреда Джоуи забил свой первый гол за «Хераклес».
В начале 2018 года Пелюпесси перешёл в английский «Шеффилд Уэнсдей». 30 января в матче против «Мидлсбро» он дебютировал в Чемпионшипе. 20 февраля в поединке против «Миллуолла» Джоуи забил свой первый гол за «Шеффилд Уэнсдей».
Летом 2021 года Пелюпесси перешёл в турецкий «Гиресунспор». 16 августа в матче против «Галатасарая» он дебютировал в турецкой Суперлиге. Летом 2022 года Пелюпесси вернулся на родину, став игроком клуба «Гронинген», подписав контракт на 3 года. 7 августа в матче против «Волендама» он дебютировал за новую команду. 23 октября в поединке против ПСВ Джоуи забил свой первый гол за «Гронинген».
19 января 2025 года перешёл в бельгийский «Ломмел», подписав контракт на полтора года с возможностью продления ещё на год.

## Личная жизнь
Имеет индонезийское происхождение.